# Porton
Porton è un villaggio della parrocchia civile di Idmiston nella contea del Wiltshire nel Sud Ovest dell'Inghilterra, Regno Unito. 

## Geografia

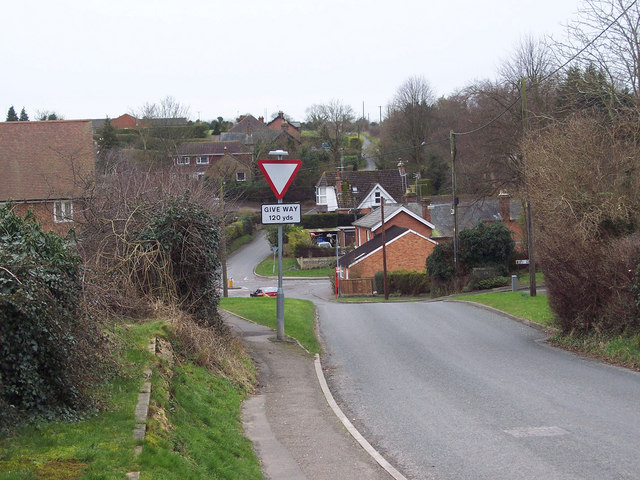
Abitato di Porton e dintorni

### Territorio
Il territorio del villaggio di Porton occupa una superficie di 0.5022 km² con un livello medio sul mare di 65 metri nella valle del Bourne, nel Wiltshire, in Inghilterra a nord-est di Salisbury. L'intera area della parrocchia è caratterizzata da affioramenti di gesso con terreni arabili e prati nella valle del fiume e pascoli sulle colline. Ci sono rare macchie di argilla e anche un numero considerevole di grandi noduli di selce che sono stati utilizzati come materiale da costruzione almeno dall'epoca sassone.

## Storia

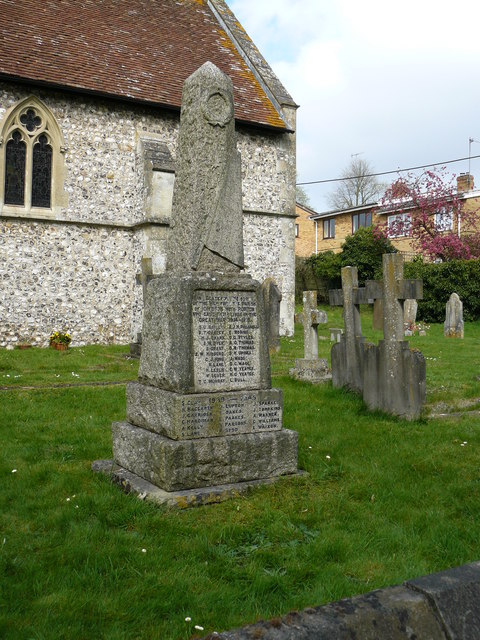
Memoriale dei Caduti durante le guerre mondiali a Porton

il nome Porton potrebbe derivare da un possibile antico nome del fiume Bourne. In quest'area si trovavano consistenti tracce di insediamenti preistorici, con due grandi miniere di selce neolitiche a Easton Down e Martin's Clump, probabilmente occupate per circa 500 anni.  All'epoca del Domesday Book, nel 1086, Porton era nettamente separato dalle altre due comunità della parrocchia. Porton a quel tempo era la minore delle tre, con circa 30 abitanti. Tutte le comunità avevano prati e pascoli e a Porton era presente un mulino ad acqua.  Gli edifici di abitazione più antichi sono Thatch End a Idmiston e Box Hedge Cottage, Lane End Cottage e Ti Trees Cottage. All'inizio del XVIII secolo la selce tornò ad essere utilizzata come principale materiale da costruzione. All'inizio di quel secolo fu costruita in selce e rivestita in terra cruda Wisteria Cottage. Le case costruite più tardi a Porton furono Rosemoor e Rose Cottage, in mattoni e selce, e Dairy Farmhouse della metà del XVIII secolo.  
Intorno al 1790 fu eretta la Birdlyme Farmhouse, in selce e mattoni. Dalla metà del XX secolo Porton è noto particolarmente per la stazione di ricerca chimica e microbiologica che vi ha sede dal 1916. Nel 1917 fu inaugurato Boscombe Down  come unità di addestramento al volo. Con la guerra e l'utilizzo di gas lacrimogeni durante il conflitto si rese necessario fondare un istituto per studiare i metodi di protezione delle forze armate britanniche da questi gas e dalle armi chimiche. Il Ministero della Guerra acquistò 3.000 acri di terreno e li destinò al Gas Experimental Ground. I laboratori furono allestiti in baracche e fu istituito il Porton Camp. Nel 1916 fu aperta una stazione meteorologica mentre nel 1917 fu presa la decisione di costruire una ferrovia a scartamento ridotto per uso militare. Parte della linea a sud di East Gomeldon Road era su cavalcavia ed era nota come Winterbourne Trestle. C'erano cinque locomotive a vapore e due a benzina. Nel 1918 furono acquisiti altri terreni, portando il totale a 6.196 acri, parte dei quali appartenevano a parrocchie adiacenti, tra cui una oltre il confine della contea nell'Hampshire. L'edificio del quartier generale fu eretto nel 1918 e alla fine della guerra Porton Camp ospitava 50 ufficiali, 1.000 altri militari e 500 lavoratori civili.
Il servizio di autobus Silver Star fu istituito all'inizio degli anni trenta e, nel 1937, quando cessò il traffico passeggeri sulla ferrovia leggera, sopportò la maggior parte del trasporto civile verso il campo. Presso il campo, che era noto come Chemical Defence Experimental Establishment, si svolse un intenso lavoro per perfezionare ulteriormente le difese contro la guerra con gas lacrimogeni e sviluppare efficaci contromisure. Dopo la guerra, nel 1949, fu costruito il Microbiological Research Establishment lungo Manor Farm Road. La ferrovia leggera di Porton continuò a essere utilizzata per il trasporto merci fino all'inzio della seconda metà del XX secolo. Nonostante l'aumento della popolazione civile la stazione ferroviaria chiuse nel 1968. Nel 1979 il Centro di Microbiologia Applicata e Ricerca aprì in un nuovo stabilimento in mattoni rossi e durante l'ultimo quarto del XX secolo fu istituita una riserva naturale di estrema importanza sui monti di Porton tentando di reintrodurre l'otarda. Nel 1991 l'istituto chimico cambiò nome in Chemical and Biological Defence Establishment.

### Storia della comunità religiosa
La comunità di Porton, nel corso dei secoli, ebbe fedeli di varie fedi religiose, in particolare anglicani, cattolici e battisti. Gli anglicani edificarono la chiesa di San Nicola nel 1877 su progetto di J. L. Pearson, in sostituzione di un edificio precedente. La chiesa di San Nicola divenne la chiesa parrocchiale nel 1977, quando la più antica chiesa di Tutti i Santi a Idmiston fu dismessa. Porton fu uno dei primi centri battisti della contea. Il 3 aprile 1655 vi si riunirono 111 persone provenienti da numerosi villaggi del Wiltshire e dell'Hampshire. Porton fu probabilmente scelta perché si trovava a una certa distanza da qualsiasi centro abitato ed era la casa di John Rede, ex colonnello parlamentare e illustre personalità battista. Le riunioni si tenevano in un'ampia sala della sua fattoria, Birdlimes Farm. La congregazione proveniva da 20 villaggi e includeva battisti di Salisbury. Dal centro di Porton le chiese si diffusero gradualmente attraverso la rete delle valli fluviali, con riunioni tenute a rotazione fissa nei villaggi. Le riunioni cessarono dal 1660, durante la Restaurazione, fino al 1672, periodo durante il quale la persecuzione dei non conformisti raggiunse il suo apice. Dopo la Dichiarazione di Indulgenza del 1672, le riunioni ripresero e la casa di John Rede ottenne la licenza per il culto anabattista. Nel 1690 Salisbury si separò da Porton e, quando la cappella battista di Brown Street fu costruita in città, Porton perse la sua impostanza come punto di riferimento per i fedeli. Nel 1710 la sede di questa chiesa di contea si trasferì da Porton a Broughton, nell'Hampshire, e la chiesa battista di Porton decadde gradualmente. Alla fine del XVIII secolo, due case, quella di William Cook nel 1793 e quella di John Hibberd nel 1797, ottennero la licenza per il culto battista. Una nuova cappella fu costruita in High Street nel 1865. Il cimitero privato di John Rede venne utilizzato dai battisti fin dai primi anni e ne divennero proprietari nel 1870. L'ultima sepoltura vi ebbe luogo nel 1897.

## Monumenti e luoghi d'interesse

### Edifici Religiosi
Chiese attive

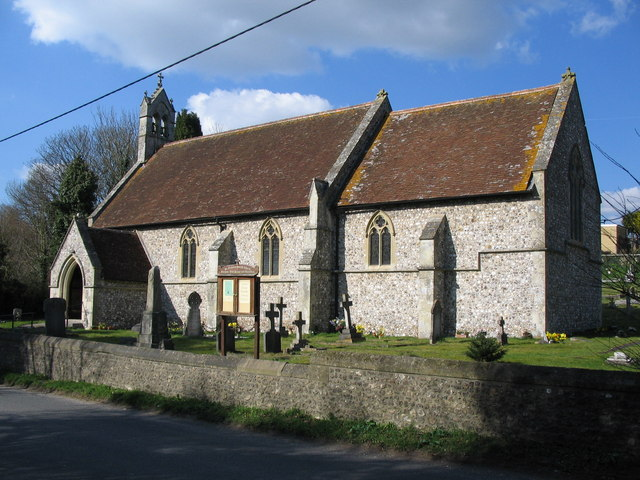
Chiesa di San Nicola a Porton

- Chiesa di San Nicola (in inglese Church of St. Nicholas). Si trova a Porton. In origine si trattava di una cappella privata fondata da Lucia Burgelen a Birdlimes Farm. Nel 1545 divenne una cappella della chiesa di Idmiston e fu gestita da un curato. La cappella continuò a servire la comunità di Porton e fu ampliata nel corso dei secoli. Nel 1848 fu descritta come una piccola struttura antica con una navata, un presbiterio e un portico sul lato sud. Aveva un campanile in legno. Purtroppo la struttura della chiesa si deteriorò e nel 1876-7 fu necessario costruire una nuova chiesa, sempre con la stessa dedicazione a San Nicola, su un nuovo sito. Furono il reverendo William Dowding, Joseph Waters e Henry Targett che fornirono gran parte dei finanziamenti e I.A. Ingram donò il terreno. Questa chiesa in selce, con rivestimenti in mattoni e tetto in tegole, fu progettata da J.L. Pearson e ha una navata, un presbiterio, una sagrestia, un portico meridionale e un campanile a vela. Fu consacrata il 18 luglio 1877. Purtroppo il costruttore non seguì le specifiche dell'architetto e la chiesa necessitò di ulteriori lavori di consolidamento. È presente un fonte battesimale del XV secolo restaurato e i registri risalenti al 1813, oltre a quelli in uso, sono conservati presso l'Archivio del Wiltshire e di Swindon. L'English Heritage ha inserito dal 18 febbraio 1958 la chiesa di San Nicola a Porton tra gli edifici storici come monumento classificato di seconda categoria col numero 1183981. La chiesa parrocchiale appartiene alla diocesi di Salisbury.[11][12][13][14][15]

Chiese non più attive
- Chiesa battista (in inglese Baptist Church), dismessa all'inizio del XXI secolo.
- Chiesa cattolica di Porton Camp. Fu fondata intorno al 1936 e fu attiva per i militari in servizio nel territorio. Veniva officiata da parroci cattolici che venivano da Amesbury.[16]
- Chiesa Garrison, a Porton Down. Questa chiesa ebbe origine in una baracca sul sito del piazzale d'armi. Nel 1922 la Church Hut fu fondata dal Comandante della Stazione, il Colonnello S.W.H. Rawlings. Inizialmente le funzioni serali erano tenute da sacerdoti delle parrocchie vicine, ma nel 1924 fu nominato un cappellano militare. Nel 1925 fu concesso un finanziamento per ampliare la baracca e trasferirla in un sito tra l'edificio degli uffici principali e la caserma, cosa che fu fatta nel 1925/26. Fu ulteriormente ampliata nel 1927 fino a raggiungere le dimensioni di 18 metri per 4,5 metri, fu acquistato un armonium e furono aggiunti pannelli in quercia con banchi e riscaldamento centralizzato, questi ultimi due nel 1930. Durante la seconda guerra mondiale la chiesa fu servita da cappellani di Tidworth e Bulford. L'uso cessò a metà degli anni cinquanta e la chiesa fu demolita nel 1957.[17]

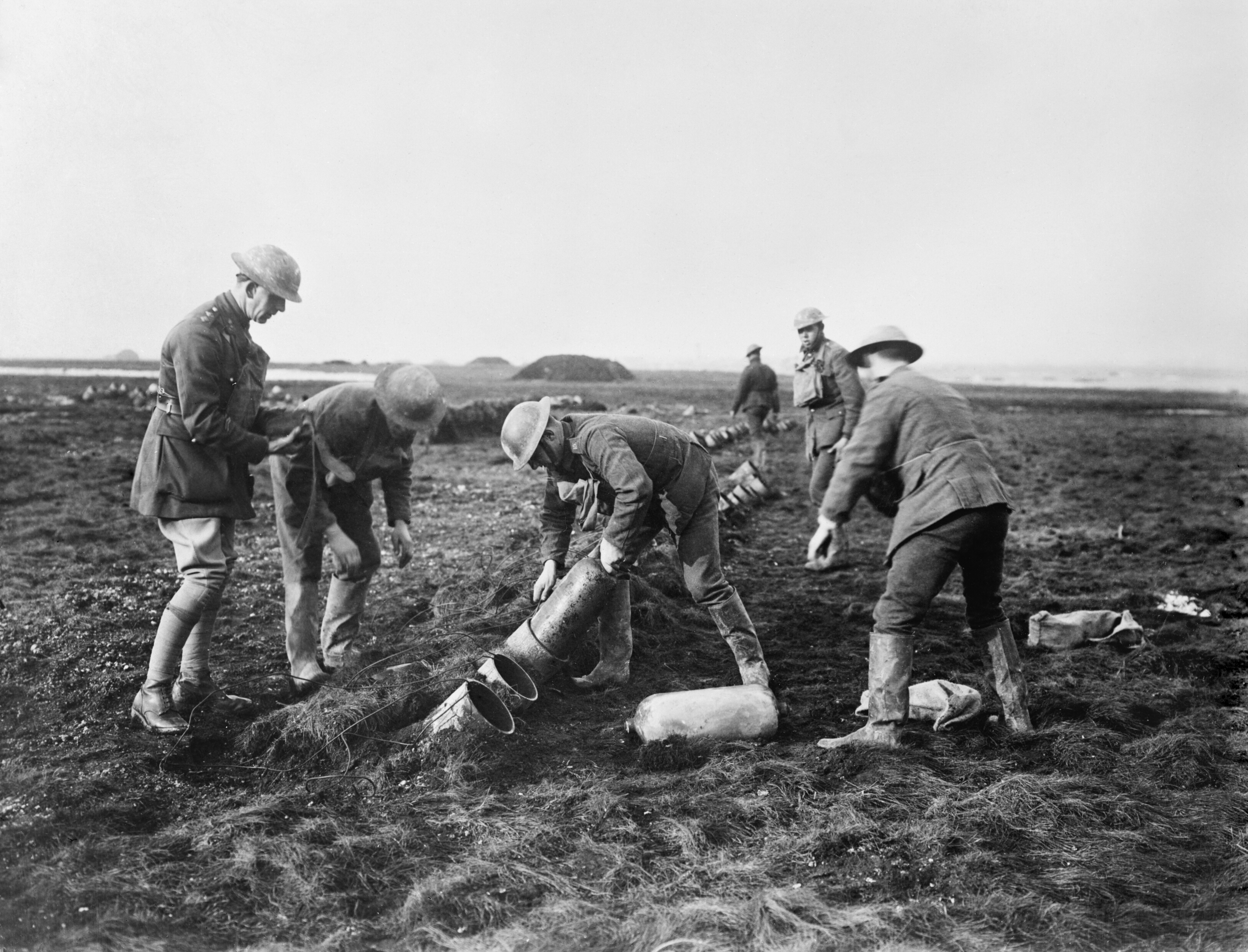
Militari inglesi impegnati in esperimenti per l'utilizzo di gas lacrimogeni durante il primo conflitto mondiale a Porton

### Strutture militari
- Porton Down. Ospita il Laboratorio di Scienza e Tecnologia della Difesa e le relative attività. L'importante centro di ricerca chimica e microbiologica vi ha sede dal 1916.[18][6]
- Aeroporto di Boscombe Down. La maggior parte dell'aeroporto si trova nella parrocchia di Idmiston sebbene la base stessa si trovi nella parrocchia di Amesbury. Boscombe Down fu inaugurato nel 1917 come unità di addestramento al volo. Dopo aver ospitato diversi squadroni, la stazione fu rilevata dall'Aeroplane and Armament Experimental Establishment, fondato a Martlesham Heath nel 1917 dopo il suo lavoro iniziale presso la Upavon Central Flying School. Da allora, l'A & A E E è rimasta a Boscombe. Per gran parte dell'inizio del XX secolo, la maggior parte del territorio della parrocchia è stata di proprietà del governo per ospitare l'aeroporto e Porton Down.[6]

### Aree di interesse naturalistico
- Porton Meadows è un'area di prateria volutamente non coltivata e ricca di varietà vegetali, situata sulla pianura alluvionale del fiume Bourne. Si tratta di un complesso di piccoli pascoli estivi che in passato era sottoposto a gestione di prati irrigui, in base ai quali le inondazioni controllate aumentavano il tasso di crescita del manto erboso. Col XXI secolo questo approccio è stato abbandonato ma è stato sostituito da metodi agricoli prevalentemente tradizionali. Il sito comprende anche piccole aree boschive e un tratto del fiume Bourne.[19]

## Geografia antropica

### Urbanistica
Porton è il più grande insediamento della parrocchia civile di Idmiston. Si trova sul fiume Bourne ed è collegato dalla strada A338.

## Economia
All'inizio del XIX secolo le principali colture della parrocchia erano grano, orzo e avena, mentre venivano ancora allevate le pecore sulle colline e pascolate sui terreni arabili per ricavarne altro guadagno. La stazione ferroviaria fu aperta a Porton e un capostazione è registrato nel Kelly's Directory of Wiltshire del 1859, mentre nel 1855 un negoziante di Porton era diventato anche un rivenditore di birra per servire i lavoratori locali. Nel 1867 a Porton l'economia era ancora agricola ed erano presenti un rivenditore di birra, un fornaio, un droghiere e un drappiere. Il fatto che queste attività si trovassero a Porton potrebbe essere in parte dovuto alla linea di rifornimento della ferrovia.